# Нуева-Імперіаль
Нуева-Імперіаль (ісп. Nueva Imperial) — місто в Чилі. Адміністративний центр однойменної комуни. Населення — 14 980 осіб (2002). Місто і комуна входить до складу провінції Каутин і регіону Арауканія.
Територія комуни — 732,53 км². Чисельність населення - 31 632 жителя (2007). Щільність населення - 43,18 чол./км².

## Розташування
Місто розташоване за 32 км на захід від адміністративного центру області міста Темуко.
Комуна межує:
- на півночі - з комуною Чольчоль
- на сході — з комунами Темуко, Падре-Лас-Касас
- на південному сході — з комуною Фрейре
- на півдні - з комуною Теодоро-Шмідт
- на заході — з комуною Карауе

## Демографія
Згідно з даними, зібраними в ході перепису Національним інститутом статистики, населення комуни становить 31 632 особи, з яких 16 163 чоловіки і 15 469 жінок.
Населення комуни становить 3,37% від загальної чисельності населення регіону Арауканія. 39,06% відноситься до сільського населення і 60,94% - міське населення.